# Innenstadt-Ost (Karlsruhe)
Die Innenstadt-Ost ist ein Stadtteil von Karlsruhe. Sie grenzt an die Stadtteile Innenstadt-West, Südstadt sowie Oststadt. Der Stadtteil hat 6.422 Einwohner (Stand 2023).
In der Innenstadt-Ost befinden sich ein Großteil der Gebäude des Karlsruher Instituts für Technologie. Des Weiteren hat der Karlsruher SC seine Vereinsgebäude sowie mit dem Wildparkstadion ein Stadion für 34.000 Zuschauer in diesem Stadtteil.

## Gebiet
Im Norden beziehungsweise Osten wird die Innenstadt-Ost begrenzt durch den Adenauerring. Die Grenze zur Innenstadt-West verläuft im Hardtwald entlang der Linkenheimer Allee, durch den Schlosspark und östlich am Schloss vorbei sowie entlang der Karl-Friedrich-Straße. Im Süden begrenzen die Kriegsstraße und die Kapellenstraße den Stadtteil. Die Innenstadt-Ost hat eine Fläche von 159,85 ha.
Der Stadtteil bildet zusammen mit der Innenstadt-West den Stadtkern Karlsruhes. Neben der Haupteinkaufsstraße Kaiserstraße bestehen hier zahlreiche Geschäfte und Restaurants.
Es finden sich einige Plätze in der Innenstadt-Ost, darunter der Kronenplatz, der Berliner Platz, der Fasanenplatz, der Lidellplatz sowie teilweise der Rondellplatz und der Marktplatz.
Das gesamte Gebiet war Teil der 2023 aufgelösten Umweltzone in Karlsruhe.

## Geschichte
Der Stadtteil entstand gleichzeitig mit der Stadtgründung Karlsruhes. Das südöstliche Gebiet des Innenstadt-Ost war mit dem Beginn der Arbeiten für den Schlossbau zunächst als Klein-Karlsruhe beziehungsweise Dörfle bekannt. Den Arbeitern sowie später auch Soldaten und Hofdienern wurde das damalige Wiesengelände von den Behörden zugewiesen. Sie bebauten dieses zunächst mit einstöckigen Baracken. 1795 wurde Klein-Karlsruhe auf Bitten der Bewohner vom Markgrafen zu einer Dorfgemeinde erhoben. Im Jahr 1802 kamen erstmal Fragen nach einer Vereinigung mit der bis dahin selbstständigen Gemeinde Klein-Karlsruhe in der Karlsruher Stadtverwaltung auf, allerdings ohne Ergebnis. Am 22. August 1812 wurden Karlsruhe und Klein-Karlsruhe vereinigt.
1825 wurde die Universität Karlsruhe gegründet. Ab 1952 wurde das Wildparkstadion erbaut. Dieses wurde von 2018 bis 2023 zu einem reinen Fußballstadion umgebaut.
Am östlichen Rand des Gebiets befand sich das Durlacher Tor, eines der Stadttore Karlsruhes.
Im Zuge des Verkehrsprojekts Kombilösung wurde an einigen Stellen im Stadtteil an großen Baustellen wie einem Stadtbahntunnel unter der Innenstadt gearbeitet.

## Sehenswürdigkeiten
Teile des Schlossparks gehören zur Innenstadt-Ost. Des Weiteren findet sich das vom Architekten Friedrich Weinbrenner entworfene Markgräfliche Palais sowie das Fasanenschlösschen (Karlsruhe). Auf dem Gelände des Karlsruher Instituts für Technologie finden sich einige sehenswerte Bauwerke, darunter die Englervilla und der Ehrenhof sowie einige Denkmäler an ehemalige Wissenschaftler der Universität, darunter das Heinrich-Hertz-Denkmal sowie die Ferdinand-Redtenbacher-Büste.

### Galerie der Sehenswürdigkeiten

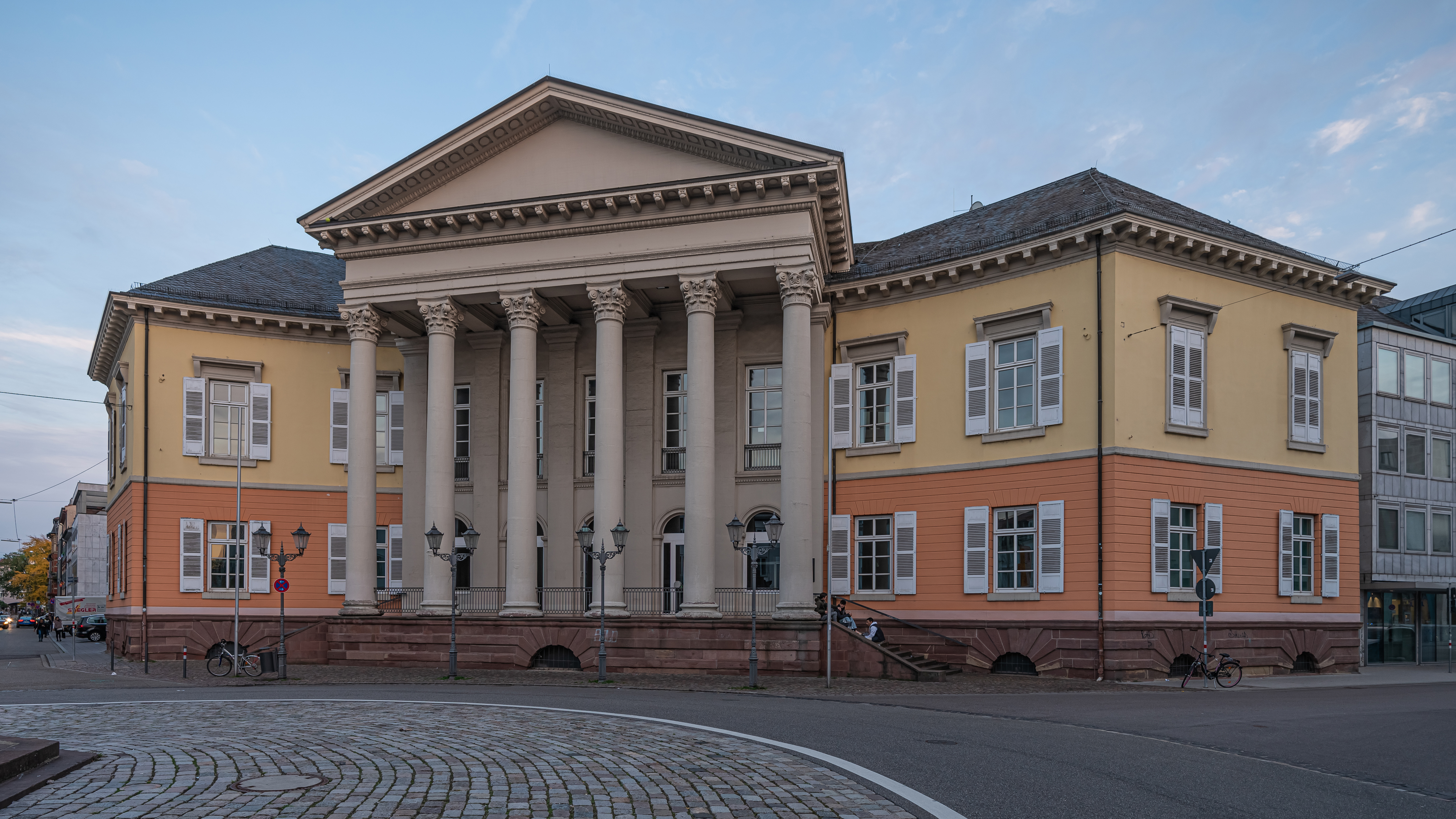
Markgräfliches Palais
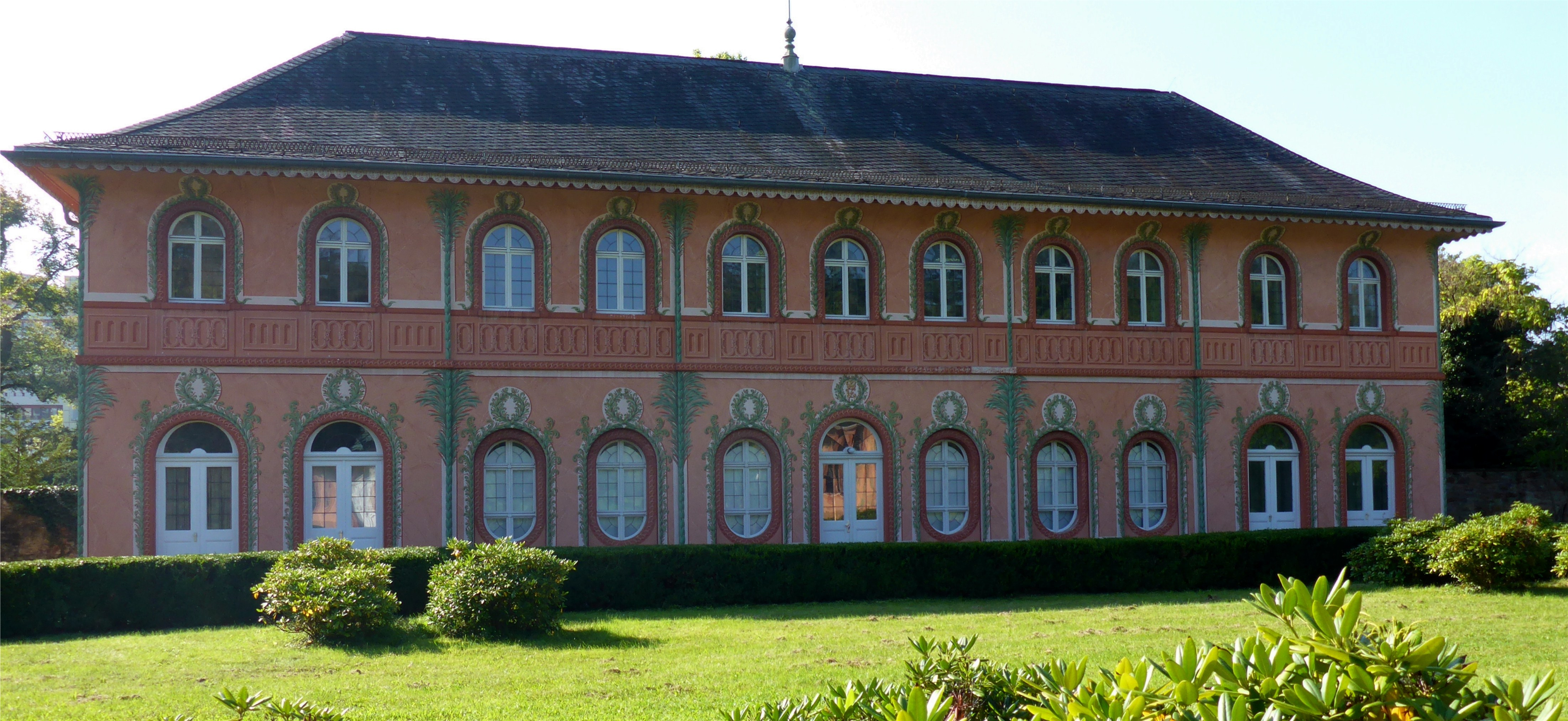
Fasanengarten-Schlösschen
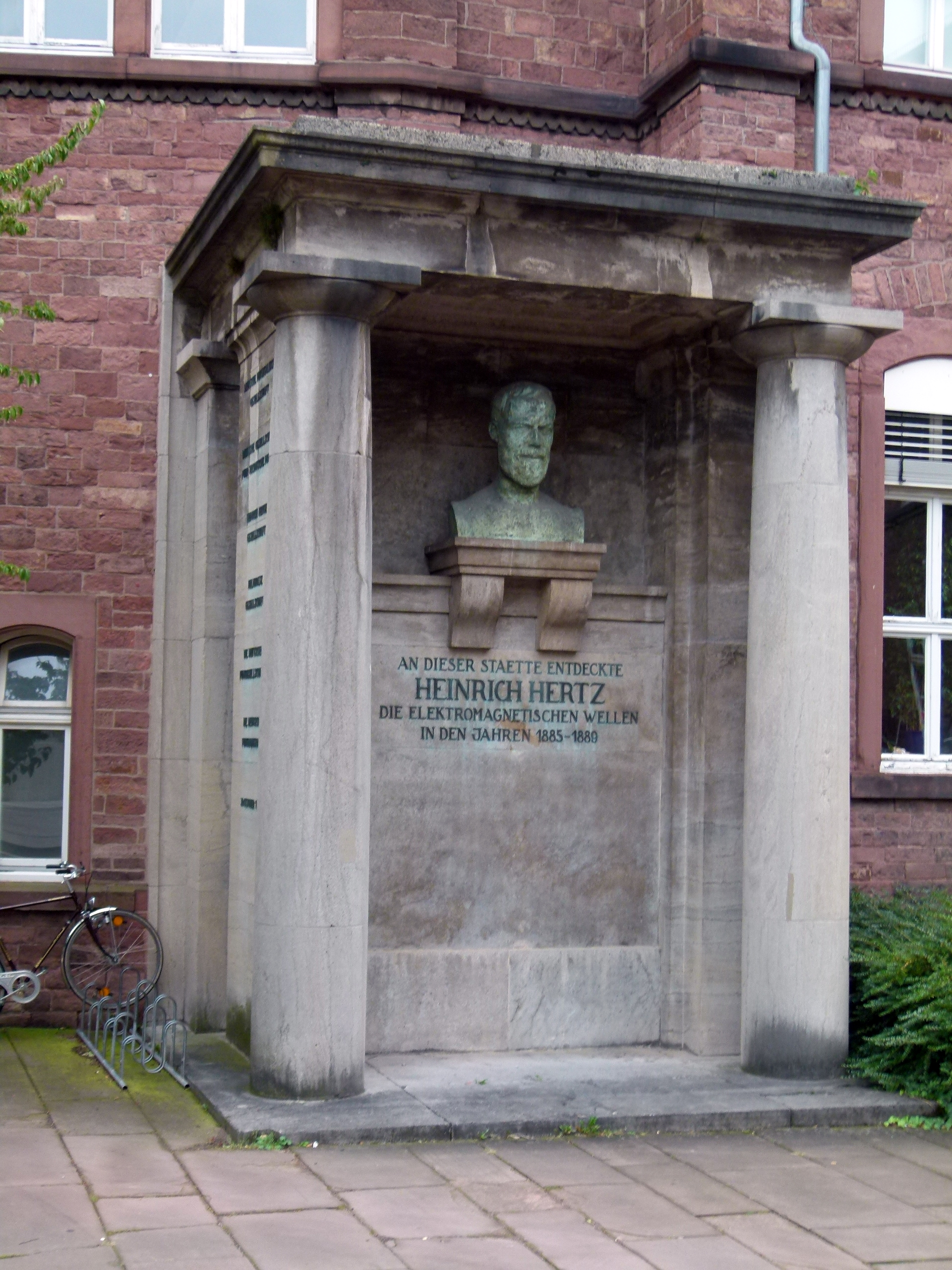
Heinrich-Hertz-Denkmal
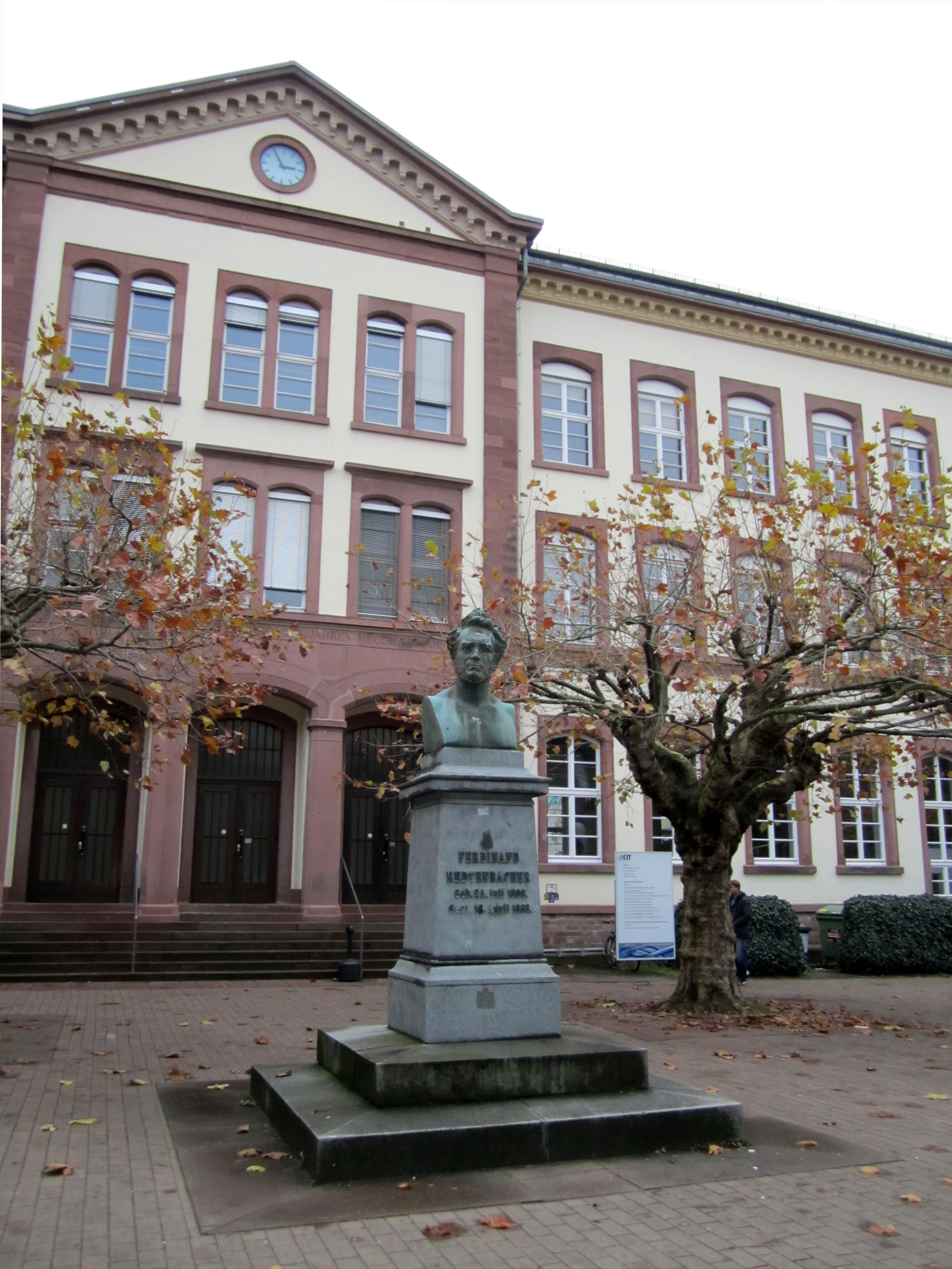
Ferdinand-Redtenbacher-Büste
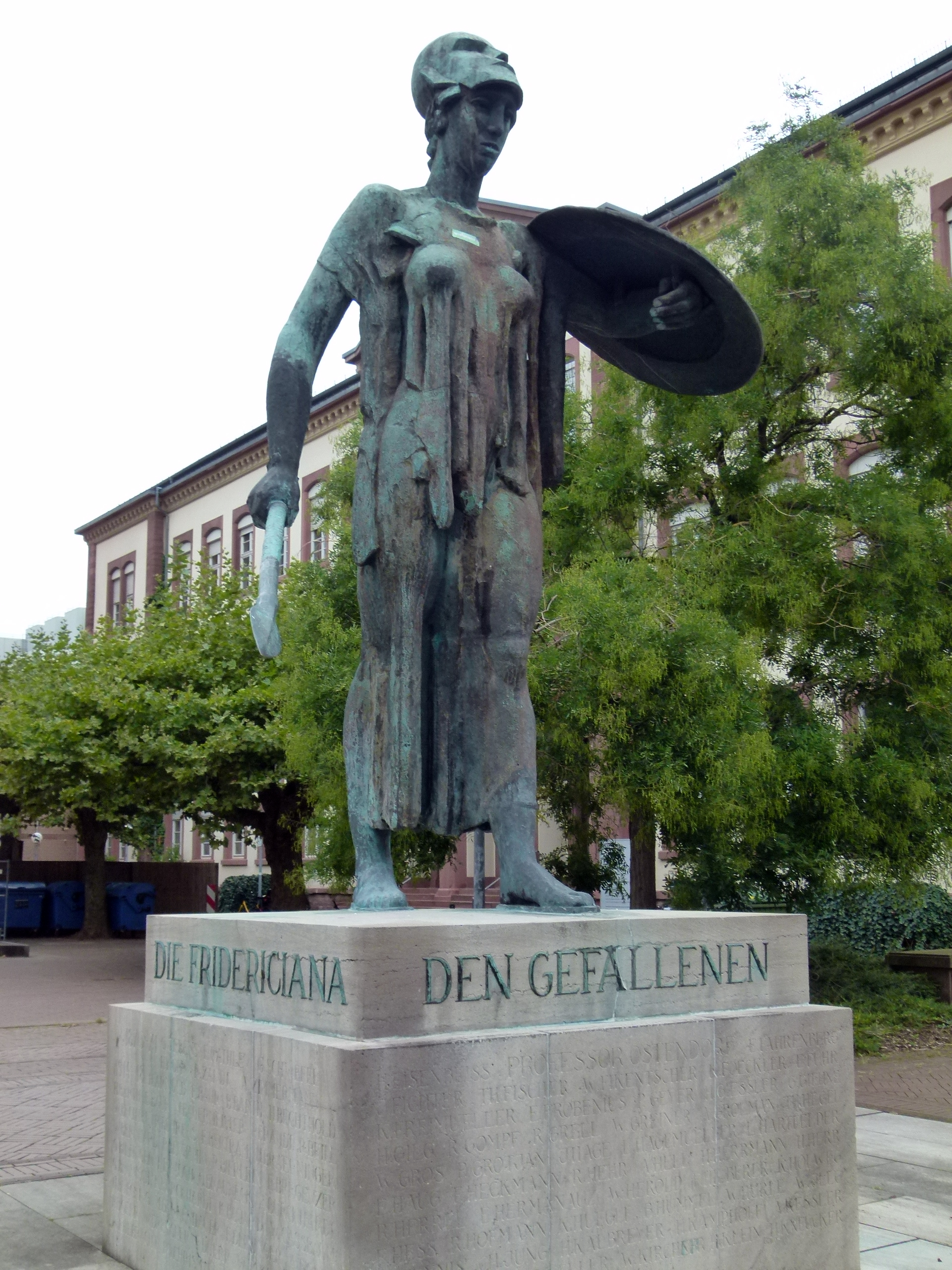
Bronzestatue Pallas Athene

## Institutionen
- Sozialgericht Karlsruhe
- Studentenwerk Karlsruhe
- Großherzogliches Bezirksamt
- L-Bank
- Regierungspräsidium Karlsruhe

## Lehreinrichtungen
- Kant-Gymnasium Karlsruhe
- Heinrich-Hübsch-Schule Karlsruhe
- Carl-Hofer-Schule Karlsruhe
- Hans-Thoma-Schule Karlsruhe
- Ludwig-Erhard-Schule Karlsruhe
- Karlsruher Institut für Technologie

## Kirchen
- Evangelische Stadtkirche (Karlsruhe)
- Kleine Kirche (Karlsruhe)